# Uvaria rupestris
Uvaria rupestris är en kirimojaväxtart som först beskrevs av L.W. Jessup, och fick sitt nu gällande namn av L. L. Zhou, Y. C. F. Su och R. M. K. Saunde. Uvaria rupestris ingår i släktet Uvaria och familjen kirimojaväxter. Inga underarter finns listade i Catalogue of Life.